# Antoni Noguera Ortega
Antoni Noguera Ortega (Palma, 27 de desembre de 1979) és un polític mallorquí de MÉS per Mallorca, regidor a l'Ajuntament de Palma des de juny de 2011 i batle de la ciutat del 30 de juny de 2017 al 15 de juny de 2019.

## Biografia
Nadiu del barri palmesà de Pere Garau, des de la seva joventut ha estat molt vinculat al món associatiu i concretament al Moviment Escolta i Guiatge de Mallorca. De fet, a principis del 2018 se li va concedir el Premi Maria Ferret per la seva trajectòria escolta. En el món laboral sempre ha estat vinculat a l'educació no formal i social. Va treballar com a educador en els serveis socials de l'Ajuntament de Palma a barris vulnerables i també com a tècnic de projectes en el CJIB.
De jove va entrar a militar en política de la mà del Partit Socialista de Mallorca, essent elegit el 2006 Secretari General dels JEN-PSM, la branca jove del partit. El maig de 2011 va ser el número 3 de la llista PSM-IniciativaVerds-Entesa-PACMA a l'Ajuntament de Palma i resultà elegit regidor. El novembre de 2014 fou elegit, mitjançant un procés de primàries, candidat de MÉS per Palma a la batlia. A les eleccions de 2015 va ser reelegit regidor, obtenint 23.000 vots i cinc regidors en total. Mitjançant un acord amb PSIB-PSOE i Som Palma, Noguera fou elegit batle de Palma el 30 de juny de 2017 després que ho fos José Hila (PSIB) els primers dos anys de legislatura.
El 29 de novembre de 2019, Noguera fou elegit coordinador general de Més per Mallorca. Abandonà aquest càrrec el 28 de novembre del 2021, després d'anunciar la seva sortida de l'executiva del partit un cop celebrades les eleccions primàries per triar els caps de llista per les eleccions autonòmiques i insulars del 2023.